# Vịt Bạch Tuyết

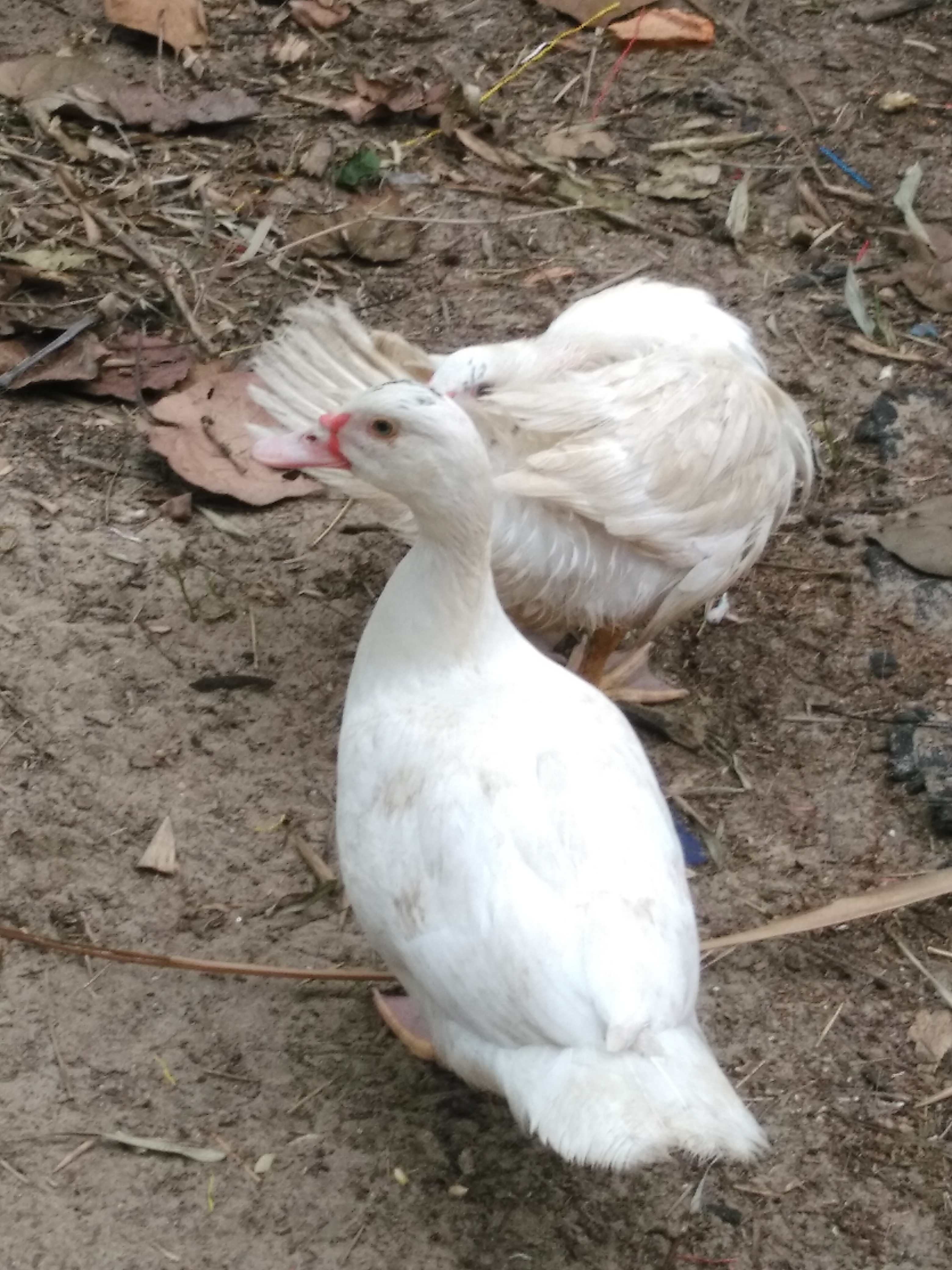
Một con vịt Bạch Tuyết với bộ lông trắng phau như tuyết

Vịt Bạch Tuyết là giống vịt nhà nội địa của Việt Nam được tạo ra do kết quả lai tạo giữa vịt mái Cỏ và vịt trống Anh Đào (vịt Anh Đào Hungary/Vịt Szarwas). Giống vịt này được lai tạo bởi ông Trần Thế Dị là một nhà khoa học chuyên về lai tạo cây trồng. Chúng là một giống vật nuôi, được Hội đồng chăn nuôi Bộ Nông nghiệp công nhận là giống quốc gia năm 1990 và sau đó chính thức được Nhà nước Việt Nam công nhận là giống vật nuôi Việt Nam được phép lưu hành, sản xuất, kinh doanh năm 2005. Chúng được nuôi ở Đồng bằng sông Hồng và Đồng bằng sông Cửu Long

## Đại cương

### Tên gọi
Chúng là giống vịt trắng năng suất cao nổi tiếng một thời của Việt Nam mang cái tên mỹ miều Bạch Tuyết lấy từ nhân vật trong câu chuyện nàng Bạch Tuyết và tên này được đặt tên bởi ông Vũ Tuyên Hoàng - Viện trưởng Viện cây lương thực. Đây là giống vịt lai, đặt tên giống lai thì ghi tên loài vật nuôi, hình thức lai hoặc tạo giống, tên vịt Bạch Tuyết được pháp luật đưa ra làm ví dụ cho cách đặt tên gọi của các giống lai.

### Đặc điểm
Vịt Bạch Tuyết là giống vịt, vịt được chọn lọc qua nhiều thế hệ, nên tương đối ổn định về năng suất. Vịt có màu lông trắng tuyền, tầm vóc trung bình, ngực sâu rộng, cổ thanh nhẹ. Lúc trưởng thành vịt có khối lượng cơ thể trung bình của con trống là 2,2 - 2,3 kg và của con mái là 1,7 - 2,0 kg. Vịt bắt đầu đẻ lúc 150 ngày tuổi. Sản lượng trứng đạt 140 - 160 quả/mái/năm. Khối lượng trứng 65 - 79 gam.
Vịt có khả năng mò lặn tốt, thích hợp với phương thức nuôi chăn thả. Vịt trắng toát, lớn nhanh như vịt Anh Đào và lại biết mò cua bắt ốc dưới ruộng như vịt cỏ. Chúng là giống vịt trắng năng suất cao có tiếng. Con lai có đủ tính trạng mong muốn như khối lượng đạt 1,7–2 kg, lông trắng tuyền, chân mỏ vàng tươi, khả năng chăn thả và kiếm nhặt thức ăn tốt, duy trì sức chống chịu bệnh cao.

## Lịch sử giống

### Kế hoạch
Chăn vịt thả đồng là nghề truyền thống của nông dân Việt nhưng có hiện trạng là nếu thả đúng thời vụ chỉ mất khoảng 1 kg thóc người ta thu được một con vịt thịt vì hầu hết thức ăn của chúng đều là những thứ nhặt nhạnh, di động trên đồng. Khối lượng khi giết mổ thấp chỉ 0,8–1 kg, thịt mang mùi hôi của đồng ruộng, màu "lông cà cuống" bán không được giá bằng màu lông trắng khi xuất khẩu chính là những nhược điểm lớn của vịt cỏ do đó yêu cầu đặt ra là phải phá vỡ tập quán ngàn đời của dân Việt là nuôi vịt cỏ năng suất thấp.
Ông Trần Thế Dị được ông Lương Đình Của giao nhiệm vụ lai tạo ra giống vịt mới có năng xuất cao để thúc đẩy sản lượng đàn vịt, phát triển mạnh đàn vịt ở Việt Nam. Về giống gốc, ông Lương Đình Của sang Hungary đối ngoại lấy được giống vịt Anh Đào (Cherry valley) nổi tiếng thế giới vì tốc độ tăng trọng nhanh, khả năng cho thịt cao. Nhiều ưu điểm như vậy nhưng khi nhập nội độ thích nghi của vịt anh đào rất thấp, đặc biệt kỹ năng tìm mồi hầu như không có. Những năm 70 của thế kỷ trước, ông bắt đầu tạo ra con vịt lai có trọng lượng lớn hơn vịt cỏ, dễ thích nghi với điều kiện chăn thả hơn vịt Anh Đào thuần chủng. Năm 1975, ông Lương Định Của chết. 

### Nhập giống
Ông Dị có hai năm sang Hungary tu nghiệp ngành tạo giống, ông Dị được học ở ngay Sarvat Haki-Viện chuyên vịt và cá. Giáo sư Kissandrat rất phục nghề nuôi vịt đồng của Việt Nam. Khi chuẩn bị về nước, ông Dị được vị giáo sư này cho 200 quả trứng nhưng nếu đi theo con đường ký hiệp định thì không được bởi vì đó là giống thuần chủng do đó ông phải đưa vào hành lý của mình, giáo sư Kissandrat viết thư cho một người quen làm điều viên ở sân bay và nhờ ông Dị đưa tận tay cả thư cùng một gói quà để làm nhanh thủ tục, tránh bị trứng ung.
Về đến Hà Nội, thủ tục hải quan thông thường đối với hàng tươi sống phải kiểm dịch rất mất thời gian, ông Dị trình bày mục đích của lô trứng nhập cuối cùng cũng được cho qua. Lô trứng được đưa ngay vào máy ấp để làm tươi máu thêm cho dòng vịt Anh Đào giống sau này. Sau đó có báo cáo là dòng vịt ông Dị mới mang về nhiễm Salmonela. Đàn vịt Anh Đào có nguy cơ bị hủy, ông Dị cũng bị kỷ luật vì không làm thủ tục kiểm dịch khi nhập trứng về. Nhưng thực tế Không hề có bệnh này trên đàn vịt, vì có người định chơi ông, sau khi xuống kiểm tra, lấy mẫu, kết quả tất cả đều âm tính. 

### Lai tạo
Ông Trần Thế Dị tìm cách lai vịt cỏ và vịt Anh Đào, ông kéo hai trùm lò về giúp mình khâu ấp trứng, trả công gấp đôi lương kỹ sư trưởng trại, Ấp trứng là nghề đặc biệt, kỹ thuật nằm hết trong đầu các ông trùm, không chiều họ không truyền cho. Chính Ấn Độ đã cử nhiều chuyên gia sang Việt Nam học về ấp vịt thủ công mà không thành bởi yếu tố bí truyền này. Trứng ấp kiểu "thóc trấu" phải trải qua hai giai đoạn, giai đoạn đầu ấp bằng nhiệt gọi tức pho nóng, cái này có thể dùng nhiệt kế để đo, học lỏm khá dễ dàng.
Sang giai đoạn pho lạnh "trứng ấp trứng" trứng được phủ lớp chăn mỏng, nhiệt độ tỏa ra từ quả trứng sẽ ấp chính nó. Tuyệt kỹ này phụ thuộc vào nhiệt độ ngoài trời để điều chỉnh các tấm chăn. Đêm nằm thấy lạnh đắp thêm chăn cho trứng, ngày thấy nực mở bớt. Tất cả bằng cảm nhận, bằng độ nhạy của từng lỗ chân lông, thậm chí bằng cả... giác quan thứ sáu, không một máy móc, nhiệt kế nào tính toán, đo lường được. Pho lạnh bắt đầu từ ngày 16 đến ngày 28 khi vịt nở sẽ quyết định tất cả, vịt nở ra tỉ lệ có cao không, có khỏe mạnh không.

### Kết quả
Qua 8 đời nghiên cứu, chọn lọc và được thể hiện trong thực tế sản xuất cả chục năm, phương pháp tạp giao giữa vịt đực anh đào với vịt cỏ cái tập trung được các gen tốt của cả hai giống. Để lai tạo được một giống vịt mới cần phải có đàn giống 10.000 con vịt, trong khi ruộng thí nghiệm của Viện chỉ có vài trăm con, vì ít nên ông đã làm theo cách của dân trồng trọt. Cũng phải trải qua nhiều lần phân ly giống, từ 40 con vịt của Viện cuối cùng tạo ra được giống này.
Cánh đồng Hải Hưng khi ấy có khoảng 60 - 70% vịt trắng, Bí thư Tỉnh ủy phấn khởi đến mức còn đề nghị đoàn chèo địa phương dựng vở "Hoa trắng đồng xanh" viết về nàng Bạch Tuyết của ông Dị. Được công nhận giống mới, khi nàng Bạch Tuyết chính thức được đăng ký khai sinh, ông Dị cũng yên tâm về hưu. Tuy vịt Bạch Tuyết đã được công nhận là giống mới nhưng có người chuyên về chăn nuôi không phục vì để tạo được giống vịt mới cần một đàn đông tới một vạn con, theo dõi giống vịt mới xem sau ba năm có biến đổi không. Nếu vịt gốc vừa trắng, vừa to như vậy sau vài năm trọng lượng lại bé đi, màu lông lại chuyển sang luôm nhuôm như vịt cỏ không gọi là giống mới.